# C/2014 S3 (PANSTARRS)
C/2014 S3 (PANSTARRS) — одна з довгоперіодичних комет. Відкрита 22 вересня 2014 року, коли мала видиму зоряну величину 21,5. Орбітальний період у близько 860 років свідчить про те, що це комета хмари Оорта, яка порівняно недавно була виштовхнута на орбіту, що наближає її до Сонця. 

## Наукові дослідження
Цей унікальний об'єкт, як вважають, утворений із матеріалу внутрішньої частини Сонячної системи у часи утворення Землі, мільярди років тому, і був викинутий на периферію на початковій стадії розвитку Сонячної системи. Зважаючи на місце утворення цього об'єкта, він має бути здебільшого кам'янистим і проявляє дуже слабку кометну активність. C/2014 S3 знаходилася протягом мільярдів років у глибоко замороженому стані в хмарі Оорта і тому містить древній матеріал, з якого утворилися планети, як-от Земля. Комета не мала характерного хвоста, який має більшість довгоперіодичних комет, коли наближаються так близько до Сонця. Ретельне вивчення світла, відбитого від C/2014 S3, указує на те, що це характерно для астероїдів типу S, які зазвичай знаходяться у внутрішньому поясі астероїдів. Сублімація водяного льоду з поверхні C/2014 S3 була приблизно в мільйон разів меншою, ніж в активних довгоперіодичних комет на такій же відстані від Сонця. Таким чином, це перше відкриття кам'янистого об'єкта з хмари Оорта.